# Elecciones de la Ciudad Autónoma de Buenos Aires de 2019
Las elecciones en la ciudad de Buenos Aires de 2019 se realizaron el domingo 27 de octubre, junto con las elecciones presidenciales. Ese día se eligieron jefe y vicejefe de Gobierno, 30 legisladores y a los 105 miembros de las 15 juntas comunales. Por primera vez se eligieron jefe de Gobierno en la misma fecha que las elecciones nacionales.
Los candidatos surgieron de elecciones primarias abiertas, simultáneas y obligatorias que se llevaron a cabo el 11 de agosto, si estos alcanzan el 1,5 % de los votos válidos.
En las elecciones generales, Horacio Rodríguez Larreta (Juntos por el Cambio) fue reelegido jefe de gobierno en primera vuelta obteniendo el 55,90% de los votos venciendo a Matías Lammens (Frente de Todos) con el 35,07%. El tercer lugar fue para Matías Tombolini (Consenso Federal) con el 5,36% y último quedó Gabriel Solano (Frente de Izquierda-Unidad), con el 3,66%.
Fue la primera y única vez en la historia de las elecciones a jefe de gobierno porteño que el candidato ganador superó el 50% en primera vuelta.

## Renovación de la Legislatura
En los mismos comicios se renovará la mitad de la Legislatura porteña, que cuenta con 60 bancas, las cuales pertenecen:
- 18 al bloque Vamos Juntos
- 4 al bloque Unidad Ciudadana
- 2 al bloque Evolución
- 2 al bloque Peronista
- 1 al bloque Autodeterminación y Libertad
- 1 al bloque Partido Socialista
- 1 al bloque Izquierda Socialista - Frente de Izquierda
- 1 al bloque Mejor Ciudad

## Candidatos

### Juntos por el Cambio
Esta será la primera elección en la ciudad donde se presentan el PRO, la Coalición Cívica y la Unión Cívica Radical juntos en una alianza, con el nombre de Juntos por el Cambio, convirtiéndose en el último distrito en formalizarse la alianza. Horacio Rodríguez Larreta y Diego Santilli van por la reelección al frente del poder ejecutivo de la ciudad.
Para estas elecciones, Martín Lousteau, que encabezaba el armado radical en la ciudad y que compitió contra el oficialismo de la ciudad en las anteriores elecciones de 2015 y 2017, encabeza la lista de candidatos a senadores nacionales por Juntos por el Cambio.
| |                                                               |
| |                                                               |
| Horacio Rodríguez Larreta | Diego Santilli                                                |
| para jefe de Gobierno | para vicejefe de Gobierno                                     |
| |                                                               |
| Jefe de Gobierno de la Ciudad de Buenos Aires (2015-2019) | Vicejefe de Gobierno de la Ciudad de Buenos Aires (2015-2019) |
| Partidos en la alianza: - Unión Cívica Radical - Coalición Cívica ARI - Confianza Pública - Propuesta Republicana - Partido Socialista - Partido Demócrata Progresista - Partido Fe - Movimiento de Integración y Desarrollo - Partido Demócrata - Partido de la Ciudad en Acción - Partido Renovador Federal |                                                               |
| |                                                               |

### Frente de Todos
| | |
| Independiente | |
| Matías Lammens | Gisela Marziotta |
| para jefe de Gobierno | para vicejefa de Gobierno |
| [[File:Matías Lammens en 2015.jpg\|500px\|alt={{{Alt\|{{{descripción}}}]] | [[File:Gisela Marziotta 2019.jpg\|400px\|alt={{{Alt\|{{{descripción}}}]] |
| Presidente del Club Atlético San Lorenzo de Almagro (2012-2019) | Periodista y escritora |
| Partidos en la alianza: \| - Partido Justicialista - Partido de la Victoria - Frente Grande - Partido Intransigente - Nuevo Encuentro - Partido Solidario - Kolina - Concertación FORJA - Partido Comunista - Partido del Trabajo y del Pueblo \| - Frente Progresista y Popular - Nueva Dirigencia - Frente Patria Grande - Seamos Libres - RED por Buenos Aires - Pueblo en Marcha - Izquierda Popular - Partido del Trabajo y la Equidad (Parte) - Compromiso Federal \| | |
| | |
| - Partido Justicialista - Partido de la Victoria - Frente Grande - Partido Intransigente - Nuevo Encuentro - Partido Solidario - Kolina - Concertación FORJA - Partido Comunista - Partido del Trabajo y del Pueblo | - Frente Progresista y Popular - Nueva Dirigencia - Frente Patria Grande - Seamos Libres - RED por Buenos Aires - Pueblo en Marcha - Izquierda Popular - Partido del Trabajo y la Equidad (Parte) - Compromiso Federal |

### Consenso Federal
| |                                                                               |
| |                                                                               |
| Matías Tombolini | Daniela Gasparini                                                             |
| para jefe de Gobierno | para vicejefa de Gobierno                                                     |
| [[File:Matías Tombolini.png\|225px\|alt={{{Alt\|{{{descripción}}}]] | [[File:Daniela Josefina Gasparini.jpg\|500px\|alt={{{Alt\|{{{descripción}}}]] |
| Presidente del Consejo Económico y Social de la Ciudad de Buenos Aires (2018-2019)                                                                                     | Psicóloga                                                                     |
| Partidos en la alianza: \| - GEN - Partido Socialista Auténtico - Movimiento Libres del Sur - Partido Federal - Avancemos por el Progreso Social - Partido Integrar \| |                                                                               |
| |                                                                               |
| - GEN - Partido Socialista Auténtico - Movimiento Libres del Sur - Partido Federal - Avancemos por el Progreso Social - Partido Integrar                               |                                                                               |

### Frente de Izquierda y de Trabajadores - Unidad
El Frente de Izquierda y de los Trabajadores (FIT) es una coalición electoral nacional originada en el año 2011 y que desde entonces se presentó a las elecciones en la Ciudad de Buenos Aires. Está conformada por el Partido de los Trabajadores Socialistas (PTS), Partido Obrero (PO) e Izquierda Socialista.
El 8 de junio de 2019 el FIT proclamó la precandidatura a jefe de Gobierno del legislador Gabriel Solano (PO) y la de Myriam Bregman (PTS) encabezando la lista para diputados nacionales. El 12 de junio se presentó públicamente a nivel nacional la alianza Frente de Izquierda y de Trabajadores - Unidad, en la que se suman a los partidos ya integrantes del Frente de Izquierda el Movimiento Socialista de los Trabajadores (MST) y otras fuerzas, tras lo cual se conformaron listas de unidad con candidatos de todas las fuerzas para la Ciudad de Buenos Aires.
| |                                                            |
| Partido Obrero |                                                            |
| Gabriel Solano | Vanesa Gagliardi                                           |
| para jefe de Gobierno | para vicejefa de Gobierno                                  |
| [[File:GsolanoPerfil.jpg\|430px\|alt={{{Alt\|{{{descripción}}}]]                                                                                      | [[File:Noimage.png\|500px\|alt={{{Alt\|{{{descripción}}}]] |
| Legislador de la Ciudad de Buenos Aires (2017-2020)                                                                                                   | Dirigente gremial                                          |
| Partidos en la alianza: - Partido de los Trabajadores Socialistas - Partido Obrero - Izquierda Socialista - Movimiento Socialista de los Trabajadores |                                                            |
| |                                                            |

### Elecciones primarias
Estos candidatos no recibieron al menos el 1,5% de los votos válidos en las elecciones primarias para pasar a las elecciones generales.
| AyL                                                  |                       |                             |                                |
| Marta Martínez                                       | Miguel Ángel Forte    | Leonardo Martínez Herrero   | Roberto Valerstein             |
| para jefa de Gobierno                                | para jefe de Gobierno | para jefe de Gobierno       | para jefe de Gobierno          |
|                                                      |                       |                             |                                |
| Legisladora de la Ciudad de Buenos Aires (2017-2021) | Docente universitario | Abogado penalista y docente | Productor televisivo y teatral |
| Partido sin alianza                                  | Partido sin alianza   | Partido sin alianza         | Partido sin alianza            |

## Encuestas de intención de voto

### Jefe de Gobierno (primarias)
| Fecha         | Encuestadora     | Horacio Rodríguez Larreta | Matías Lammens | Matías Tombolini | Gabriel Solano | Miguel Ángel Forte | Miguel Ponce | Otros | No votaría o en blanco | Ns/Nc |
| ------------- | ---------------- | ------------------------- | -------------- | ---------------- | -------------- | ------------------ | ------------ | ----- | ---------------------- | ----- |
| Julio de 2019 | Management & Fit | 44,1%                     | 41,9%          | 1,7%             | 1,5%           | 1,0%               | 1,3%         | 2,2%  | 0,5%                   | 5,8%  |

## Reglas electorales
- Jefe de Gobierno y Vicejefe de Gobierno electos por segunda vuelta entre los dos candidatos más votados, si ningún candidato obtiene más del 50% de los votos.
- 30 diputados, la mitad de los 60 miembros de la Legislatura de la Ciudad Autónoma de Buenos Aires. Electos por sistema d'Hondt con un piso electoral de 3%.[16]

## Resultados

### Primarias
Las elecciones Primarias, Abiertas, Simultáneas y Obligatorias (PASO) se realizaron, como en todo el país, el 11 de agosto. Las condiciones para que un precandidato participe de las elecciones generales como candidato son que su partido alcance el 1,5 % de los votos válidos emitidos en la categoría correspondiente y además ser la lista ganadora en la interna de su partido.
Para estas primarias se oficializaron ocho precandidatos a jefe de Gobierno y no hubo competición entre listas internas para esa categoría. La postulación de un vicejefe de Gobierno no fue requerida para esta instancia.
|  | 46,14 % |

|  | 31,90 % |

|  | 7,18 % |

|  | 3,99 % |

|  | 1,20 % |

|  | 0,90 % |

|  | 0,11 % |

|  | 0,05 % |

|  | 91,48 % |

|  | 8,52 % |

|  | 99,09 % |

|  | 0,91 % |

|  | 76,38 % |

|  | 100 % |

### Jefe y Vicejefe de Gobierno
|  | 55,90 % |

|  | 35,07 % |

|  | 5,36 % |

|  | 3,66 % |

|  | 95,03 % |

|  | 4,27 % |

|  | 0,70 % |

|  | 79,78 % |

|  | 100 % |

#### Por comunas
|                      | Rodríguez Larreta/Santilli (JxC) | Rodríguez Larreta/Santilli (JxC) | Lammens/Marziotta (FdT) | Lammens/Marziotta (FdT) | Tombolini/Gasparini (CF) | Tombolini/Gasparini (CF) | Solano/Gagliardi (FIT) | Solano/Gagliardi (FIT) | Total     |
| Comuna               | Votos                            | %                                | Votos                   | %                       | Votos                    | %                        | Votos                  | %                      | Votos     |
| -------------------- | -------------------------------- | -------------------------------- | ----------------------- | ----------------------- | ------------------------ | ------------------------ | ---------------------- | ---------------------- | --------- |
| Comuna 1             | 69.139                           | 55,49                            | 45.671                  | 36,66                   | 5.532                    | 4,44                     | 4.250                  | 3,41                   | 124.592   |
| Comuna 2             | 79.171                           | 73,90                            | 21.540                  | 20,11                   | 3.774                    | 3,52                     | 2.644                  | 2,47                   | 107.129   |
| Comuna 3             | 59.206                           | 50,72                            | 46.054                  | 39,46                   | 6.524                    | 5,59                     | 4.934                  | 4,23                   | 116.718   |
| Comuna 4             | 61.506                           | 45,21                            | 61.706                  | 45,36                   | 7.548                    | 5,55                     | 5.285                  | 3,88                   | 136.045   |
| Comuna 5             | 61.859                           | 50,82                            | 47.188                  | 38,76                   | 7.165                    | 5,89                     | 5.516                  | 4,53                   | 121.728   |
| Comuna 6             | 73.928                           | 57,96                            | 41.598                  | 32,61                   | 7.016                    | 5,50                     | 5.008                  | 3,93                   | 127.550   |
| Comuna 7             | 69.191                           | 51,34                            | 52.729                  | 39,13                   | 7.924                    | 5,88                     | 4.916                  | 3,65                   | 134.760   |
| Comuna 8             | 43.879                           | 40,20                            | 55.535                  | 50,89                   | 6.174                    | 5,66                     | 3.546                  | 3,25                   | 109.134   |
| Comuna 9             | 55.684                           | 47,92                            | 48.483                  | 41,72                   | 7.926                    | 6,82                     | 4.108                  | 3,54                   | 116.201   |
| Comuna 10            | 61.119                           | 52,08                            | 43.608                  | 37,16                   | 8.061                    | 6,87                     | 4.560                  | 3,89                   | 117.348   |
| Comuna 11            | 77.442                           | 56,58                            | 45.903                  | 33,53                   | 8.461                    | 6,18                     | 5.078                  | 3,71                   | 136.884   |
| Comuna 12            | 88.422                           | 58,21                            | 48.886                  | 32,18                   | 8.743                    | 5,76                     | 5.841                  | 3,85                   | 151.892   |
| Comuna 13            | 118.955                          | 69,79                            | 39.103                  | 22,94                   | 7.044                    | 4,13                     | 5.341                  | 3,14                   | 170.443   |
| Comuna 14            | 111.104                          | 69,25                            | 38.597                  | 24,06                   | 6.015                    | 3,75                     | 4.717                  | 2,94                   | 160.433   |
| Comuna 15            | 64.393                           | 50,45                            | 50.198                  | 39,33                   | 7.172                    | 5,62                     | 5.868                  | 4,60                   | 127.631   |
| Privados de libertad | 15                               | 5,93                             | 227                     | 89,72                   | 4                        | 1,58                     | 7                      | 2,77                   | 253       |
| Resultado            | 1.095.013                        | 55,90                            | 687.026                 | 35,07                   | 105.083                  | 5,36                     | 71.619                 | 3,66                   | 1.958.741 |

### Legislatura
|  | 54,22 % |

|  | 33,88 % |

|  | 5,44 % |

|  | 4,68 % |

|  | 1,79 % |

|  | 95,63 % |

|  | 3,69 % |

|  | 0,69 % |

|  | 79,78 % |

|  | 100 % |

### Juntas Comunales
|  | 54,87 % |

|  | 36,22 % |

|  | 4,53 % |

|  | 4,38 % |

|  | 93,58 % |

|  | 5,70 % |

|  | 0,72 % |

|  | 73,10 % |

|  | 100 % |

|  | 73,38 % |

|  | 19,62 % |

|  | 3,75 % |

|  | 3,25 % |

|  | 95,49 % |

|  | 4,00 % |

|  | 0,51 % |

|  | 77,13 % |

|  | 100 % |

|  | 49,99 % |

|  | 38,70 % |

|  | 5,75 % |

|  | 5,56 % |

|  | 93,27 % |

|  | 5,99 % |

|  | 0,74 % |

|  | 76,03 % |

|  | 100 % |

|  | 45,07 % |

|  | 44,34 % |

|  | 5,89 % |

|  | 4,70 % |

|  | 92,52 % |

|  | 6,68 % |

|  | 0,80 % |

|  | 0 % |

|  | 100 % |

|  | 50,05 % |

|  | 37,82 % |

|  | 6,09 % |

|  | 6,04 % |

|  | 0 % |

|  | 0 % |

|  | 0 % |

|  | 0 % |

|  | 100 % |

|  | 56,25 % |

|  | 31,11 % |

|  | 5,61 % |

|  | 5,29 % |

|  | 1,74 % |

|  | 96,18 % |

|  | 3,16 % |

|  | 0,66 % |

|  | 82,12 % |

|  | 100 % |

|  | 50,66 % |

|  | 38,45 % |

|  | 6,12 % |

|  | 4,77 % |

|  | 93,44 % |

|  | 5,77 % |

|  | 0,79 % |

|  | 79,88 % |

|  | 100 % |

|  | 49,91 % |

|  | 38,83 % |

|  | 5,70 % |

|  | 3,72 % |

|  | 1,84 % |

|  | 93,57 % |

|  | 5,49 % |

|  | 0,94 % |

|  | 80,38 % |

|  | 100 % |

|  | 46,21 % |

|  | 40,56 % |

|  | 6,86 % |

|  | 4,27 % |

|  | 2,10 % |

|  | 95,11 % |

|  | 4,08 % |

|  | 0,81 % |

|  | 82,02 % |

|  | 100 % |

|  | 50,34 % |

|  | 35,66 % |

|  | 6,99 % |

|  | 4,99 % |

|  | 2,02 % |

|  | 95,43 % |

|  | 3,78 % |

|  | 0,79 % |

|  | 82,31 % |

|  | 100 % |

|  | 54,89 % |

|  | 32,21 % |

|  | 6,21 % |

|  | 4,79 % |

|  | 1,90 % |

|  | 95,82 % |

|  | 3,42 % |

|  | 0,76 % |

|  | 82,66 % |

|  | 100 % |

|  | 57,60 % |

|  | 31,10 % |

|  | 6,07 % |

|  | 5,23 % |

|  | 94,43 % |

|  | 4,85 % |

|  | 0,72 % |

|  | 83,02 % |

|  | 100 % |

|  | 69,12 % |

|  | 22,33 % |

|  | 4,40 % |

|  | 4,15 % |

|  | 95,42 % |

|  | 4,06 % |

|  | 0,52 % |

|  | 80,17 % |

|  | 100 % |

|  | 67,59 % |

|  | 23,01 % |

|  | 4,08 % |

|  | 3,88 % |

|  | 1,44 % |

|  | 96,73 % |

|  | 2,65 % |

|  | 0,62 % |

|  | 78,30 % |

|  | 100 % |

|  | 48,72 % |

|  | 37,74 % |

|  | 6,15 % |

|  | 5,71 % |

|  | 1,68 % |

|  | 95,42 % |

|  | 3,76 % |

|  | 0,82 % |

|  | 80,18 % |

|  | 100 % |